# Orquesta Sinfónica de Boston
La Orquesta Sinfónica de Boston (en inglés: Boston Symphony Orchestra, abreviada como BSO) es una agrupación orquestal estadounidense con sede en Boston, Massachusetts, que fue fundada en 1881. Su sala de conciertos habitual es el Symphony Hall de Boston. Andris Nelsons es su director musical desde 2013. Se trata de una de las orquestas sinfónicas más importantes del mundo, incluida entre las conocidas como "Big Five".

## Historia
La Orquesta Sinfónica de Boston fue fundada en 1881 por Henry Lee Higginson en Boston, Massachusetts. Llamó a varios directores notables, como Arthur Nikisch entre 1889 y 1893, y Pierre Monteux entre 1919 y 1924, quienes dieron a la orquesta su reputación por su sonoridad "francesa" que en cierto grado persiste hasta el día de hoy. Sin embargo, fue bajo la batuta de Serge Koussevitzki cuando la orquesta se hizo muy conocida.
Bajo la dirección de Koussevitzki, la orquesta ofreció retransmisiones radiofónicas regulares y estableció su sede de verano en Festival de Tanglewood, donde Koussevitzki fundó el Centro Musical de Berkshire (hoy Centro de Música Tanglewood). Aquellas retransmisiones radiofónicas se realizaron desde 1926 hasta 1951, y nuevamente entre 1954 hasta 1956; la orquesta continúa realizando regularmente dichas retransmisiones en vivo hasta el presente. La Sinfónica de Boston estuvo involucrada muy de cerca con la creación de la Radio WGBH para transmitir sus conciertos.
Koussevitzki también encargó muchas obras nuevas a compositores prominentes, entre ellas la Sinfonía nº 4' de Sergéi Prokófiev y la Sinfonía de los salmos de Ígor Stravinski. También estrenó el Concierto para orquesta de Béla Bartók, que fue encargado por la Fundación Koussevitzki a pedido de Fritz Reiner y Joseph Szigeti.
Koussevitzky comenzó una tradición que fue continuada por la orquesta con los encargos a Henri Dutilleux por el 75° aniversario, Roger Sessions y Andrzej Panufnik, por su centenario, y, posteriormente por sus 125° aniversario, obras de Leon Kirchner, Elliott Carter y Peter Lieberson. En otras ocasiones, han encargado obras de otros compositores, como la Sinfonía nº 2 de John Corigliano por el centenario del Symphony Hall.
En 1949, Charles Munch sucedió a Koussevitzki. Bajo su dirección, la orquesta tocó en el extranjero por primera vez. Fue sucedido en 1962 por Erich Leinsdorf quien en 1969 cedió el paso a William Steinberg. En 1973, Seiji Ozawa tomó a su cargo a la orquesta y permaneció como Director Musical hasta 2002, el tiempo más largo que ningún otro Director de la BSO. 
Fue sucedido por James Levine, el primer director nacido en Estados Unidos en desempeñar el puesto, que abandonó, por razones de salud, al final de la temporada 2010-2011. Durante un par de temporadas, la Orquesta no tuvo un director musical, aunque se mantenía bajo el liderazgo de Seiji Ozawa, como "Director Laureado", y Bernard Haitink como "Director emérito". En mayo de 2013, el director letón Andris Nelsons fue nombrado como director musical a partir de la temporada 2014-2015, pero asumiendo el cargo en la práctica ya desde 2013.

## Directores musicales
- George Henschel (1881–1884)
- Wilhelm Gericke (1884–1889)
- Arthur Nikisch (1889–1893)
- Emil Paur (1893–1898)
- Wilhelm Gericke (1898–1906)
- Karl Muck (1906–1908)
- Max Fiedler (1908–1912)
- Karl Muck (1912–1918)
- Henri Rabaud (1918–1919)
- Pierre Monteux (1919–1924)
- Serge Koussevitzky (1924–1949)
- Charles Munch (1949–1962)
- Erich Leinsdorf (1962–1969)
- William Steinberg (1969–1972)
- Seiji Ozawa (1973–2002)
- James Levine (2004–2011)
- Andris Nelsons (2014– )

## Instituciones asociadas
La Sinfónica de Boston también se beneficia por su cercana asociación con el Conservatorio de Nueva Inglaterra, localizado a una manzana del Symphony Hall. Muchos de los músicos de la BSO son graduados de dicha institución.
El famoso virtuoso del violín Willy Hess fue concertino entre 1904 y 1910.
Una filial de la Orquesta Sinfónica de Boston es la Orquesta Boston Pops, fundada en 1885, que toca música clásica más ligera, popular, melodías de exhibición y semejantes.
El grupo que interpreta junto a la BSO y Boston Pops las obras corales mayores es el Coro del Festival de Tanglewood. Organizado en 1970 por su director fundador, John Oliver, el Coro está compuesto de 250 cantantes voluntarios. Antes de la creación del Coro, y por un tiempo después de esta, la BSO frecuentemente llamó al Coro del Conservatorio de Nueva Inglaterra (dirigido por Lorna Cooke DeVaron), al Chorus Pro Musica, al Harvard Glee Club y a la Sociedad Coral Radcliffe como opciones corales.

## Músicos
Esta es una lista de los principales intérpretes de la Sinfónica de Boston en 2013:
- Malcolm Lowe, concertino
- Haldan Martinson, segundo violín principal
- Steven Ansell, viola principal
- Jules Eskin, violonchelo principal
- Edwin Barker, contrabajo principal
- Elizabeth Rowe, flauta principal
- John Ferrillo, oboe principal
- William Hudgins, clarinete principal
- Richard Svoboda, fagot principal
- James Sommerville, trompa principal
- Thomas Rolfs, trompeta principal
- Toby Oft, trombón principal
- Mike Roylance, tuba
- Timoteo Genis, timbales
- Jessica Zhou, arpa

## Discografía selecta
- Bartók: Concierto para orquesta. Leinsdorf 1963 (RCA Victor, BMG). Grammy a mejor interpretación orquestal 1964
- Beethoven: Concierto para piano n.º 4. Rubinstein, Leinsdorf (RCA Red Seal). Grammy 1966
- Beethoven: Concierto para piano n.º 1; Sonatas para piano n.º 22 & n.º 23. Münch, Richter, 2004 (BMG, RCA).
- Beethoven: Sinfonía n.º 9 Op. 125. Münch, Poleri, Tozzi, Price,  deVaron, Forrester, New England Conservatory Chorus, 1958 (RCA, Sony).
- Beethoven: Sinfonías n.º 1-9. Erich Leinsdorf 1967, 1969 (BMG, RCA).
- Beethoven: Concierto para violín; Mendelssohn: Concierto para violín. Heifetz, Münch, 1998 (BMG, RCA).
- Berg, Ravel & Stravinsky: Concierto para violín, Tzigane, Concierto para vioiín. Perlman, Ozawa, Mehta, 1980 (DG). Grammy 1981
- Berlioz: Symphonie fantastique. Münch 1998 (BMG, RCA).
- Bernstein: Serenade; Barber: Concierto para violín; Foss: Three American Pieces. Itzhak Perlman, Ozawa, 2008 EMI
- Brahms: Concierto piano n.º 2 Op. 83 & Sonata en re mayor, Op. 78. Bernard Haitink, Emanuel Ax, Yo-Yo Ma, 1999 SONY BMG
- Brahms: Sinfonías n.º 4 Op. 98 & n.º 2 Op. 73. Münch 1955, 1958 (Sony, RCA).
- Chaikovski: El lago de los cisnes. Ozawa 1979 (DG).
- Chaikovski: Schiaccianoci, Suite La bella durmiente. Ozawa, San Francisco SO, 1990 (DG).
- Chaikovski: Concerto para piano n.º 1. Rubinstein, Leinsdorf 1963 (RCA Victor). Grammy 1964
- Chaikovski: Ballet Suites. Ozawa, 2004 (DG).
- Chaikovski: Pique Dame. the Queen of Spades. Ozawa 1992 (BMG, RCA).
- Chaikovski & Sibelius: Conciertos para violín. Itzhak Perlman, Erich Leinsdorf, 2004 (BMG, RCA).
- Chaikovski & Sibelius: Concierto para violín. Mullova, Ozawa, 1985 Philips
- Aaron Copland Conducting His Appalachian Spring, The Tender Land Suite. Copland 1960 (RCA Victor). Grammy  1961 y Grammy Hall of Fame Award 2000
- Debussy: La mer; Prélude à l'après midi d'un faune; Printemps; Trois nocturnes & Ibert: Escales. Münch 1956, 1962 (Sony, RCA).
- Debussy, Ravel & Scriabin: Notturni, Daphnis, Sinfonía n.º 4. Abbado, 1970 (DG).
- Debussy & Ravel: Bolero, Preludio a la siesta de un fauno, Rapsodie espagnole, La valse. Munch 1956 (RCA Victor Red Seal) – Grammy a mejor interpretación orquestal 1960
- Fauré: Pelléas, Dolly, Pavane, Elegia. Ozawa, Eskin, (DG).
- Fauré: Requiem. Ozawa, Jay David Saks 2003 (BMG, RCA).
- Gubaidulina: Offertorium, Hommage à T.S. Eliot. Dutoit, Kremer, 2002 (DG).
- Ives: Sinfonía n.º 4; Central Park en the Dark. Three Places en New England. Ozawa, 1988 (DG).
- Holst: The Planets & Strauss, R.: Also sprach Zarathustra. William Steinberg, 1971 (DG).
- Jachaturián: Concierto para piano. Kapell, Koussevitzky, 1946 (RCA, Naxos). Grammy Hall of Fame Award 1999
- Lorraine Hunt Lieberson Sings Peter Lieberson: Neruda Songs. Lorraine Hunt Lieberson, Levine. 2006 (Nonesuch). Grammy for Best Classical Vocal Solo 2008.
- Liszt: Conciertos para piano n.º 1 & n.º 2; Totentanz. Zimerman, Ozawa, 1987 (DG).
- Mahler & Berg: Sinfonía n.º 5; Wozzeck (excerpts). Curtin, Leinsdorf, RCA Victor. Grammy a mejor interpretación orquestal 1965
- Mahler: Sinfonía n.º 6. Leinsdorf. Grammy a mejor interpretación orquestal 1967
- Mendelssohn: Sueño de una noche de verano. Ozawa, Battle, Von Stade, 1992 (DG).
- Mendelssohn & Prokofiev: Conciertos para violín. Jascha Heifetz, Münch, 1959 (Sony, RCA).
- Mozart: Concierto para clarinete K. 622; Quinteto para clarinete K. 581. Benny Goodman, Münch, 1997 (Sony, RCA).
- Mozart: Sinfonía n.º 41 K. 551. Schubert: Sinfonía n.º 8 D. 759. Eugen Jochum, 2002 (DG).
- Orff: Carmina Burana. Ozawa 1969 (BMG, RCA).
- Poulenc: Gloria; Concierto para órgano; Concert Champêtere. Everett Firth, Kathleen Battle, Ozawa, Simon Preston, Tanglewood Festival Chorus, Pinnock, 1995 (DG).
- Poulenc & Milhaud: Concierto en re menor para dos pianos; Scaramouche. Katia Labèque, Marielle Labèque, Ozawa, 1991 (Philips).
- Previn & Bernstein: Concierto para violín, Serenade. Mutter, LSO, 2003 (DG). Grammy 2005.
- Prokofiev: Romeo y Julieta, Op. 64. Ozawa, 1987 (DG).
- Rajmáninov: Conciertos para piano n.º 1 & n.º 2. Zimerman, Ozawa, 1997, 2000 (DG).
- Ravel: Bolero, Alborada, La valse, Rapsodie espagnole. Ozawa, (DG).
- Ravel: Bolero, Pavane, Rapsodie espagnole, La valse. Ozawa, 1974, 1975 (DG).
- Ravel: Daphnis et Chloé. Munch 1955 (RCA Victor Red Seal). Grammy a mejor interpretación orquestal 1962.
- Ravel: Daphnis et Chloé. Tanglewood Festival Chorus, Levine, 2008. Grammy a mejor interpretación orquestal 2010.
- Respighi: Pini di Roma; Feste romane; Fontane di Roma. Ozawa, (DG).
- Respighi: Antiche danze ed arie. Ozawa, 1979 (DG).
- Shostakóvich: Concierto para violín n.º 2. Schumann: Concierto para violonchelo en la menor. Gidon Kremer, Ozawa, 1994 (DG).
- Shostakóvich: Sinfonía n.º 10; Passacaglia da Lady Macbeth. Nelsons, 2015 (DG). Grammy a mejor interpretación orquestal 2016.
- Sibelius: Sinfonías n.º 1-7; Poemas sinfónicos, Concierto para violín. Davis, Accardo, LSO, 1975, 1979 (Decca).
- Sibelius & Chaikovski: Conciertos para violín. Ozawa, Viktoria Mullova, 1986 (Philips).
- Smetana: Má vlast. Kubelik, (DG).
- Strauss, R.: Salome: Dance of the Seven Veils, Interlude & Final Scene. La Helena egipcia: Awakening Scene. Leontyne Price, Leinsdorf 1965 (RCA Victor, Sony). Grammy a mejor solo vocal clásico 1966.
- Strauss, R.: Elektra. Hildegard Behrens, Ozawa, 1989 (Decca).
- Stravinsky: La consagración de la primavera. Pierre Monteux, 1957. Grammy Hall of Fame 1993.
- Takemitsu: A Flock Descends into the Pentagonal Garden. Ozawa, 1980 (DG).
- Wagner: Lohengrin. Erich Leinsdorf, Boston Chorus Pro Musica, 1966 (BMG, RCA).
- The American Album, Bernstein Barber Foss. Perlman, Ozawa, 1995 EMI. Grammy a mejor interpretación solista de música clásica con orquesta 1996.